# 由良国繁
由良 国繁（ゆら くにしげ）は、戦国時代から江戸時代初期にかけての武将。横瀬氏9代・由良氏初代当主。

## 生涯
天文19年（1550年） 、由良成繁の嫡男として誕生。
天正6年（1578年）成繁が死去する前後に家督を継ぎ、横瀬家（由良家）9代当主となった。同年、越後国での御館の乱で天正7年（1580年）に北条氏政と武田勝頼の同盟が崩壊すると、甲斐武田氏は佐竹氏、里見氏と同盟を結び、上州はその主戦場となった。由良氏は父・成繁の代に上杉氏から後北条氏に転じており、国繁と弟・長尾顕長は北条氏と誼を通じていたが、佐竹氏とも連絡をとっており（里見義頼及び太田康資宛て梶原政景書状）、北条氏政が北条氏邦宛て書状において、「由良氏と長尾氏が佐竹方として出兵した。このままでは上州は勝頼のものとなり、当方終には滅亡となる。」と嘆いている。しかし、天正8年（1580年）に国繁らは北条方に戻っており、同年9月に佐竹義重が長尾顕長の館林城を攻撃しており、同月20日には佐竹義重と合流した武田勝頼が小泉（富岡秀高）、館林（長尾顕長）、新田（由良国繁）領に火を放ち、膳城を落としている。
天正10年（1582年）、甲斐武田家が織田家に滅ぼされると国繁兄弟は、他の上野国衆と同様に織田信長の重臣・滝川一益に仕えたが、同年本能寺の変で信長が横死すると、6月20日の神流川の戦いでは滝川方として戦ったが、これに滝川一益が敗北すると、北条方へ転じた。天正11年（1583年）9月、北条氏が離反した北条高広が篭る厩橋城を攻め落とすと、国繁兄弟は祝辞のために厩橋城の北条氏直に出仕した。その際に氏直は佐竹氏を攻めるため、金山城と館林城の借用を申し出、兄弟はこれを承知したが、これに反発した家臣は国繁らの母・妙印尼を擁立して籠城したため、兄弟は小田原城に幽閉されてしまう。篭城勢は佐竹義重、佐野宗綱と結び、北条方であった小泉城の富岡秀長を攻め立てるが、同年冬の北条方の攻勢により落城した。
天正13年（1585年）正月、金山城、館林城は当初の予定通り北条氏照に明け渡され、兄弟の知行は安堵され、国繁は柄杓山城（桐生城）、顕長は足利城に本拠を移した。ただし北条方についた黒熊中城の阿久沢氏などには独立されてしまい、実質の領土は減少した。天正14年（1586年）正月、長尾顕長は佐野宗綱を討ち佐野領の拝領を北条氏に求めたが、佐野領には北条氏忠が婿養子として入った。天正15年（1587年）、国繁兄弟はついに佐竹義重に通じ北条氏直に叛旗を翻したが、天正16年（1588年）には降伏、柄杓山城と足利城は破却され、兄弟は小田原に移された。天正18年（1590年）の豊臣秀吉の小田原征伐でも、兄弟は小田原城に籠もることを余儀なくされていたが、嫡男・貞繁と母･妙印尼が秀吉に与して功を挙げたことにより、後北条氏滅亡後は罪を問われず、秀吉に仕えた。戦後、妙印尼は秀吉から常陸国牛久において5400石余の所領（堪忍分）を安堵され、国繁が跡を継いだ。秀吉の死後は徳川家康に仕えた。関ヶ原の戦いに際しては江戸城の守備を命じられた。戦後、下総国相馬郡内1600石余を加えられて、合計7,000石余を知行した。
慶長16年（1611年）、死去。享年61。貞繁がその跡を継いだ。なお、貞繁と次男・忠繁の他に3女があり、うち1人は養女である。

## 系譜
- 父：由良成繁（1506-1578）
- 母：妙印尼（1514-1594） - 輝子、赤井重秀の娘
- 正室：結城晴朝の娘
- 生母不明の子女
  - 長男：由良貞繁（1574-1621）
  - 次男：由良忠繁（1609-1639） - 由良貞繁の養子
  - 女子：長尾宣景室
  - 女子
- 養子
  - 女子